# Château de Floyrac

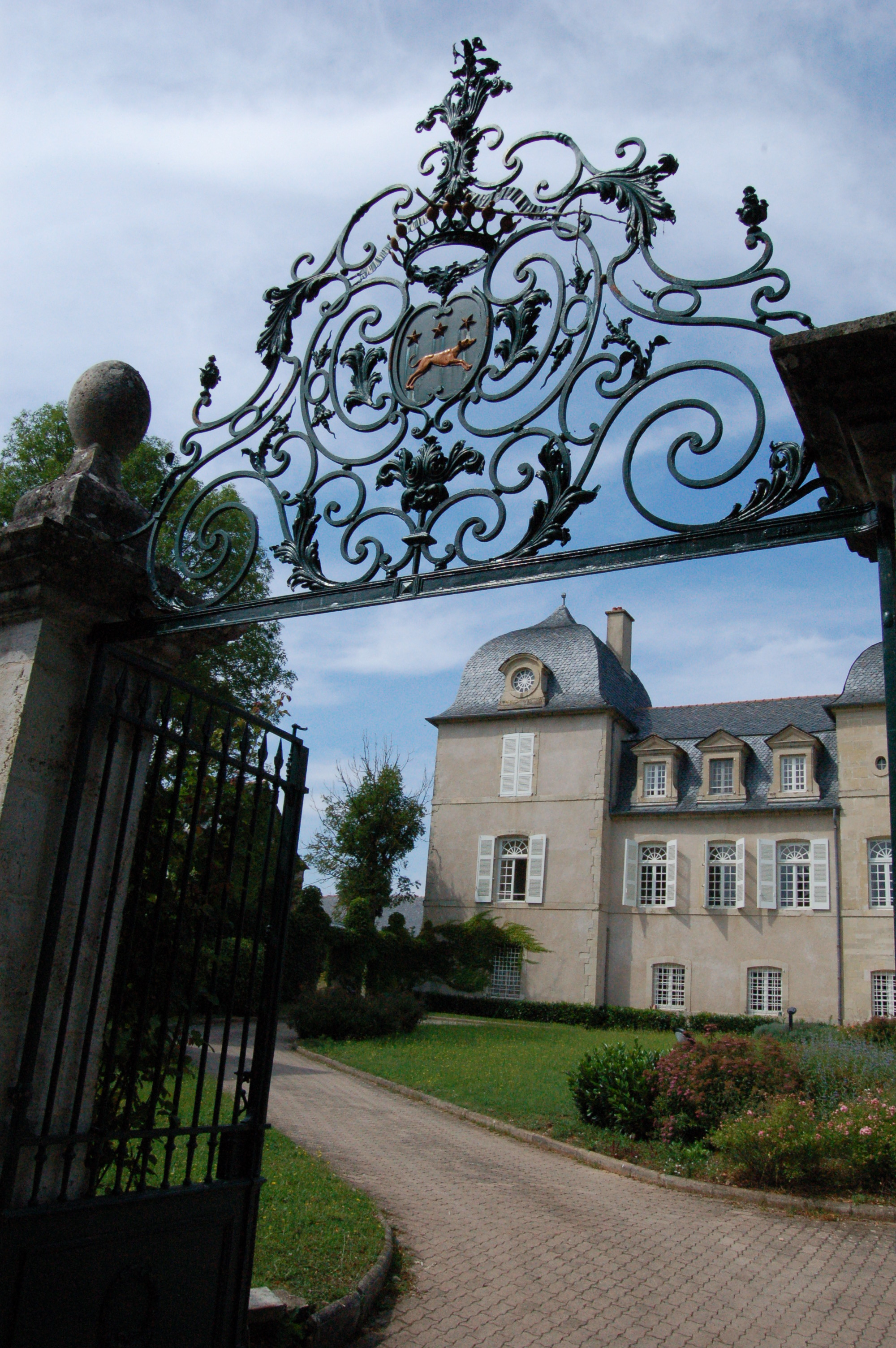
Grille et cour d'honneur de Floyrac

Le château de Floyrac, situé à 4 km environ au nord de Rodez, sur la commune d'Onet-le-Château, a été bâti vers 1670 dans un style XVIIe siècle.
Il est composé de deux pavillons aux angles et d’un troisième au milieu de la façade méridionale. Le château est recouvert d’une toiture à la Mansart, éclairée au niveau des pavillons par une lucarne en « œil-de-bœuf » ou oculus.
Au début du XVIIIe siècle, le château comprenait une chapelle.

## Localisation
Le château de Floyrac est établi dans l'ancienne commune de Floirac sur le Causse près du village d'Onet-le-Château. Sur un promontoire aux abords boisés, il domine la plaine de Fontanges au sud et la route menant dans le vallon de Marcillac à l'est.

## Historique
Dès 1233, Floyrac est le domaine agricole de Hugues de Mandaviale et il demeure dans la famille jusqu’à la fin du XVe siècle puis passe en diverses mains jusqu’à sa destruction par un incendie en 1617[réf. souhaitée]. Son propriétaire, Pierre de Jouéry receveur du comté de Rodez, en offre alors les pierres pour la restauration de l’église Saint-Amans. Le domaine agricole devait être d'une certaine importance : on retrouve trace en 1621 d’une vente de 800 livres pour 4 paires de bœufs, 4 « vaches garnies » conduisant leurs veaux, 4 veaux, 2 taureaux, 6 juments et une mule. 
Le château actuel est reconstruit en 1670 pour Jean Cassan et son fils Pierre Jean Cassan (qualifiés de « bourgeois de Floyrac », puis « sieurs de Floyrac »), que leurs descendants conservent jusqu'en 1886, lorsque le domaine est mis aux enchères pour une mise à prix de 150 000 francs, avec des installations pour la fabrication de fromage, 500 brebis, 6 paires de bœufs et 4 vaches. Il couvrait alors 359 hectares. Le bail s’élevait à 12 000 francs par an.
Pendant l'occupation allemande, l'association d'aide sociale à l'armée y installe un centre de vacances pour les enfants des militaires de la zone occupée. Puis la Direction des œuvres de colonies de vacances de l’Aveyron y organise des stages de monitorat. Depuis, il appartient au Conseil départemental de l'Aveyron qui y a installé le Foyer départemental de l'enfance.

## Architecture
Le château est agrémenté à l'est d'un vaste jardin et l’ensemble est ceint d'un mur. Il est précédé au sud d'une cour qui distribue les différentes parties du château : le logis par le grand portail de ferronnerie au sud, les dépendances et le jardin par deux entrées monumentales en pendant, à l'ouest et à l'est. Le logis est de plan allongé, avec une aile faisant retour à l'est. Il comporte trois pavillons, deux latéraux et le pavillon central qui abrite le grand escalier à trois volées droites tournant à gauche[réf. souhaitée]. 

## Mobilier
Les pièces du rez-de-chaussée sont couvertes de voûtes d'arêtes. La cheminée de l'antichambre a été conservée. Son manteau en marbre rouge veiné de blanc est orné d'un corps de moulures composé d'un large tore et de bandeaux, et surmonté d'une corniche denticulée. À l'étage, la cheminée de la pièce sud-est a un manteau au linteau chantourné, orné en son centre d'une coquille, et porte sur sa hotte droite un décor de gypserie composé de motifs de feuillages et de fleurs. Ces gypseries sont également employées sur les murs, sur les dessus de portes, sur la hotte de la cheminée de la salle et sur celle de la cheminée de la pièce sud-est du niveau de comble[réf. souhaitée].